# Elaphoglossum pellucidomarginatum
Elaphoglossum pellucidomarginatum là một loài thực vật có mạch trong họ Lomariopsidaceae. Loài này được (H. Christ) C. Chr. mô tả khoa học đầu tiên năm 1933.